# WIT Georgia Tbilisi
WIT Georgia Tbilisi (gruz. სკ ვიტ ჯორჯია თბილისი) – gruziński klub piłkarski z siedzibą w Tbilisi.

## Historia
Powstał w roku 1968 pod nazwą Morkinali Tbilisi. Na początku grał w rozgrywkach lokalnych. W sezonie 1996/97 zdobył awans do Umaglesi Liga. W trakcie trwania sezonu 1997/98 zmienił nazwę na WIT Georgia Tbilisi (WIT – World Innovation Technologies). Obecnie
WIT Georgia występuje w 1. lidze gruzińskiej – Umaghlesi Liga.
Klub zmierzył się z Wisłą Kraków w eliminacjach Ligi Mistrzów w sezonie 2004/05.

### Chronologia nazw
- 1968: Morkinali Tbilisi
- 1992: FC Morkinali Tbilisi
- 1998: FC World Innovation Technologies (WIT) Georgia Tbilisi

## Sukcesy
- Mistrzostwo Gruzji:

mistrz: 2003/04, 2008/09
wicemistrz: 1999/00, 2005/06, 2007/08
3 miejsce: 2002/03
- Puchar Gruzji:

zdobywca: 2009/10
- Superpuchar Gruzji:

zdobywca: 2009

## Europejskie puchary
Legenda do wszystkich tabel:
- Q – runda eliminacyjna, 1/16, 1/8, 1/4, 1/2 – odpowiednia faza rozgrywek, Grupa – runda grupowa, 1r gr – pierwsza runda grupowa, 2r gr – druga runda grupowa, F – finał, R – runda, PO – play-off
- k. – rzuty karne, los. – losowanie, Dogr. – dogrywka, w. – zasada bramek strzelonych na wyjeździe

| Sezon   | Rozgrywki        | Runda | Klub               | Dom   | Wyjazd | Ogólnie |
| ------- | ---------------- | ----- | ------------------ | ----- | ------ | ------- |
| 2000/01 | Puchar UEFA      | 1Q    | Beitar Jerozolima  | 0–3   | 0–1    | 0–4     |
| 2001    | Puchar Intertoto | 1R    | SV Ried            | 1–0   | 1–2    | 2–2, w. |
| 2001    | Puchar Intertoto | 2R    | Troyes AC          | 1–1   | 0–6    | 1–7     |
| 2002    | Puchar Intertoto | 1R    | KSC Lokeren        | 3–2   | 1–3    | 4–5     |
| 2003    | Puchar Intertoto | 1R    | ASKÖ Pasching      | 2–1   | 0–1    | 2–2, w. |
| 2004/05 | Liga Mistrzów    | 1Q    | HB Tórshavn        | 5–0   | 0–3    | 5–3     |
| 2004/05 | Liga Mistrzów    | 2Q    | Wisła Kraków       | 2–8   | 0–3    | 2–11    |
| 2005    | Puchar Intertoto | 1R    | Lombard Pápa       | 0–1   | 1–2    | 1–3     |
| 2007/08 | Puchar UEFA      | 1Q    | Artmedia Petržalka | 0–2   | 1–2    | 1–2     |
| 2008/09 | Puchar UEFA      | 1Q    | Spartak Trnawa     | 2–2   | 1–0    | 3–2     |
| 2008/09 | Puchar UEFA      | 2Q    | Austria Wiedeń     | [ 1 ] | 0–2    | 0–2     |
| 2009/10 | Liga Mistrzów    | 1Q    | NK Maribor         | 0–0   | 1–3    | 1–3     |
| 2010/11 | Liga Europy      | 2Q    | Baník Ostrawa      | 0–6   | 0–0    | 0–6     |